# Hoolst
Hoolst is een gehucht in de gemeente Balen in de Belgische provincie Antwerpen. Het ligt tussen het centrum van Balen, Hulsen en Olmen, in de vallei van de Grote Nete.

## Bezienswaardigheden
In Hoolst bevinden zich de volgende bezienswaardigheden, beide aan de Hoolstmolenstraat:
- De Hoolstmolen, een watermolen op de Grote Nete, waarvan de geschiedenis teruggaat tot 1289.
- De Heilige Johannes-de-Doperkapel, een betreedbare veldkapel en één oudste in de gemeente Balen. Documenten omtrent deze kapel gaan terug tot de 16e eeuw. Het is een rechthoekig bakstenen gebouwtje met zadeldak en tuitgevels.